# Dmanisi
Dmanisi (en georgià: დმანისი) és un jaciment arqueològic situat al Caucas, a Geòrgia. A Dmanisi, s'han trobat les restes humanes més antigues d'Europa datades en 1,85 milions d'anys aproximadament, l'Home de Geòrgia. Les excavacions van començar el 1936; els primers estris de pedra es van trobar l'any 1984 i, a partir del 1991, un equip de georgians, alemanys, estatunidencs, francesos i espanyols hi van continuar excavant i hi descobriren entre 1991 i 2005 les restes de l'humà de Geòrgia.
|  |  |